# Пекарский, Пётр Петрович
Пётр Петро́вич Пека́рский  (19 (31) мая 1827 — 12 (24) июля 1872) — исследователь русской литературы, историк, библиограф

; академик Петербургской академии наук (1864). Действительный статский советник (1871).

## Биография
Родился 19 (31) мая 1827 года в семье предводителя дворянства Оренбургской губернии Петра Николаевича Пекарского (1764—1853), в сельце Отрада близ Уфы (затем д. Базилевка, ныне в составе Уфы).
Высшее образование получил на юридическом факультете Казанского университета, окончив его в 1847 году со степенью кандидата. В 1848 году служил помощником столоначальника Оренбургского губернского правления, затем был переведён в Самарскую удельную контору. С ноября 1851 по февраль 1862 года служил в канцелярии Министерства финансов. В марте 1862 года перешёл в Государственный архив Министерства иностранных дел на должность старшего архивариуса, с 1864 года был начальником отделения, в 1868—1872 годах — делопроизводитель.
В 1863 году был избран адъюнктом по отделу русского языка и словесности Императорской академии наук, в 1864 — экстраординарным академиком, а в 1868 — ординарным; 25 апреля 1872 года Совет Казанского университета возвёл его в степень доктора русской истории honoris causa.
Его первые публикации: «Русские мемуары XVIII в.» («Современник». — 1855. — № 4, 5 и 8), «Мистерии и старинный театр в России» («Современник». — 1857), «Представители киевской учености в XVII в.» («Отечественные записки». — 1862. — № 2), «Кондратович» («Современник». — 1858. — № 6), «Материалы для истории русской литературы» («Библиографические записки». — 1858).
На основании материалов государственного архива Пекарским составлена книга «Маркиз де ла Шетарди» (1862), раскрывшая интересные подробности о последних годах царствования Анны Иоанновны, о правлении Анны Леопольдовны и о воцарении Елизаветы Петровны. По материалам того же архива составлены значительные «Дополнения к истории масонства в России» (СПб., 1868, отт. из «Сборника отд. рус. яз. Акад. наук», т. VII).
Получив доступ в богатый академический архив, Пекарский ввёл в научный оборот большой массив документов XVIII века; написал ряд статей по истории русской литературы: «Материалы для истории журн. и литературной деятельности Екатерины II» («Записки Акад. наук», т. III, 1863), «Редактор, сотрудники и цензура в русском журнале 1755—64 гг.» («Зап. Акад. наук», XII, 1868), «Жизнь и литературная переписка П. Рыжова» («Сборник отд. рус. яз.», II). Исторические бумаги, собранные К. И. Арсеньевым, приведены в порядок Пекарским, с биографией Арсеньева («Сборник отд. рус. яз.». т. IX); им же изданы «Новые известия о Татищеве» («Зап. Акад. наук», т. IV, 1868) и «Бумаги имп. Екатерины II» («Сборник Императорского Исторического общества», т. VII).
Главнейшие труды Пекарского — «Наука и литература при Петре Великом» (1862), за которую (ещё в рукописи) он получил Демидовскую премию в 1861 году; а также «История Академии наук» (в 2-х томах; 1870—1873). В первом из них обстоятельно описаны первые шаги России в деле издания и перевода ученых сочинений, открытия училищ, библиотек, отправления ученых экспедиций и т. п.; целый том посвящён библиографическому описанию книг, изданных при Петре Великом. Книга Пекарского, по верному отзыву Никитенко, заключает «целую библиотеку сведений о зачатках нашего умственного движения, возникшего из реформ Петра Великого». В другом труде Пекарский успел рассмотреть только первый период истории академии (до 1767 года); кроме общего обзора управления и деятельности академии, он дает и биографии её членов: П. И. Рычкова, В. Н. Татищева и других. Значительная часть 2-го тома посвящена биографиям Ломоносова и Тредьяковского. Недостаток этого и других трудов Пекарского — отсутствие внутреннего освещения излагаемых фактов; так, например, им излагаются на основании документов внешние факты жизни Ломоносова почти день за днем, но очень мало дается разъяснений характера и поступков Ломоносова. Труды Пекарского носят характер скорее сборников драгоценных материалов, чем исследований.
Был членом Русского археологического общества (с 1858), Русского исторического общества (с 1870).
Умер в Павловске 12 (24) июля 1872 года. Похоронен в Санкт-Петербурге на Новодевичьем кладбище.

## Семья
Жена Л. Ф. Кобеко, сестра директора Публичной Библиотеки Д. Ф. Кобеко. Дочь — Александра Петровна Пекарская.